# Girl Gone Wild
«Girl Gone Wild» es una canción interpretada por la artista estadounidense Madonna, publicado como el segundo sencillo de su duodécimo álbum de estudio, MDNA (2012). En julio de 2011, Madonna comenzó a grabar el material musical para el álbum. Luego, seleccionó al productor musical Benny Benassi para trabajar con ella en el proyecto. Benassi produjo algunos demos que fueron enviados al compositor Jenson Vaughan, quien trabajó en la letra antes de ser seleccionado para el equipo de Madonna. Desde esas sesiones, «Girl Gone Wild» fue creado e incluido en MDNA. La compañía discográfica Interscope la publicó el 2 de marzo de 2012.
«Girl Gone Wild» es una canción dance de medio tiempo que está influenciada por el patrón four-on-the-floor. La canción incluye elementos electro y house, y es similar a sus sencillos anteriores «Music» (2000), «Hung Up» (2005) y «Sorry» (2006). Después del lanzamiento de la canción, Joe Francis, el creador de una franquicia homónima, intentó demandar a Madonna por infracción de derechos de autor si ella cantase la canción durante su interpretación en el Super Bowl XLVI. El equipo de la cantante declaró que Madonna no tenía conocimiento ni de Francis ni de la demanda, y que varias canciones con el mismo nombre ya fueron publicadas por otros artistas.
Muchos críticos entregaron reseñas polarizadas a «Girl Gone Wild»: elogiaron su composición, pero criticaron su gran similitud a las canciones de Britney Spears y Usher. Seguido de su lanzamiento como sencillo, la canción alcanzó la posición cuarenta y siete del Canadian Hot 100 y el número seis en el Bubbling Under Hot 100 Singles de Billboard. También alcanzó la cima en la lista Dance Club Songs. Un vídeo musical, dirigido por Mert and Marcus, se estrenó el 20 de marzo de 2012. Los críticos notaron que toma inspiración de muchos vídeos pasados de Madonna, como «Erotica», «Justify My Love», «Human Nature» y «Vogue», además del vídeo de la banda ucraniana Kazaky titulado «Love».

## Composición
«Girl Gone Wild» fue producido por Madonna, Benny Benassi y Alle Benassi. Descrito como una pista de fiesta a medio tiempo, este lleva influencias de four-on-the-floor y tiene un sonido similar a las pistas del décimo álbum de estudio de la cantante, Confessions on a Dance Floor (2005). Kerri Mason de Billboard dijo que la canción es «dance innegable, pero con más electro que house», mientras Jason Lipshitz de Billboard describió «Girl Gone Wild» como «un electro-pop que no tiene sentidos, con un dominante ritmo y un coro delirante» que recuerda al sencillo de 2005 «Hung Up» de Madonna. El contribuidor de NME, Ailbhe Malone, notó que la canción incluye elementos de anteriores sencillos, como «Music» (2000) y «Sorry» (2005); sin embargo, Malone no encontró ninguna innovación en la pista, la escritura, «combinó con su sencillo más actual 'Give Me All Your Luvin'' a un tenso mix para MDNA». Líricamente, la canción indica que una «chica buena se vuelve salvaje», cantando sobre su «fogoso y caliente deseo» para divertirse. «Girl Gone Wild» abre con un segmento hablado que recuerda y referencia a «Act of Contrition» del álbum Like a Prayer (1989). Cuando el coro sigue, ella canta «Soy como una hey-ey-ey-ey-ey-ey / Soy como una chica volviéndose salvaje / Una chica buena volviéndose salvaje / Chicas, ellos sólo quieren algo de diversión / Quieren encenderse como una pistola humeante / En la pista hasta que la luz del día venga / Chicas, ellos sólo quieren algo de diversión», evocando elementos de canciones de cantantes de pop como Cyndi Lauper y Rihanna. Durante el puente, Madonna concluye que ella es «una chica mala de todos modos».

## Recepción crítica
La canción ha recibido críticas mixtas de los críticos de música. Keith Caulfied de Billboard consideró como «muy dance-por-los números-con Madonna», la canción, y se evaluó, además, que el coro hechos «Girl Gone Wild», una canción memorable. Robbie Daw de la Tele, dijo que «Madge está haciendo lo que mejor sabe hacer: subir el calor en la pista de baile, pero que la canción está llena de tratado-pero-los verdaderos clichés pop sexuales». Pop Scott Shetler dio a la canción un examen más crítico, calificación que las dos estrellas de cinco. Él hizo disfrutar de la composición musical diciendo que era «una canción del club listo para partir MDNA álbum que encaja perfectamente con la cosecha actual de la danza contemporánea, la música pop», sin embargo, consideró que las letras de canciones como «reduccionista», y señaló que estaban era demasiado similar a una sola de Usher «DJ Got Us Fallin 'in Love». Jon Dolan de Rolling Stone dijo que la canción «inteligente invierte la bomba Apocalipsis abrumador de Till the World Ends Euro-spa electro murmullo eso es boyante y cálida de enjuague calmante. Es el sonido de una mujer que llega a la pista de baile para la restauración de más de la locura», mientras que un escritor MSN Music consideró una «diversión 'número de baile suave y esponjosa del álbum».
Slant Magazine Eric Henderson escribió que «Girl Gone Wild» suena como una «Tumblr-meme versión» de Get Together. Robert Copsey de Digital Spy sentido el único que no estuvo a la altura de las expectativas, pero dijo a los créditos de producción para MDNA habían alimentado, sobre-inflados expectativas». Copsey consideró que no era como visión de futuro", como sus discos anteriores y ejemplificado las letras de "Las chicas solo quieren pasar un buen rato / ser despedido como un arma humeante", como un factor de esto, a pesar de que concluyó su escrito de revisión " Desafiamos a cualquiera que no está cantando esto a sí mismos inmediatamente después ". The New York Observer el periodista Daniel D'Addario que en comparación con su éxito del año 2000 Music, pero añadió que " Madonna tenía doce años más joven en ese momento y por lo tanto quizá sería más convincente ser una 'chica mala', también lo fue nuestra cultura [...], tal vez es hora de tomarla, para probar algo totalmente diferente? ". Un artículo para The Observer, Gareth Grundy proclamó " Girl Gone Wild " para ser un "torpe rave-pop", mientras que MTV periodista Bradley Stern, consideró que emuló su sencillo Celebration (2009).
Bill Lamb calificó la canción de tres estrellas de cinco, alabando su ritmo de baile fuerte, pero crítica las "letras de canciones tontas" y la "referencia torpe de triunfos del pasado", mientras que considerando como "olvidable".

## Vídeo musical

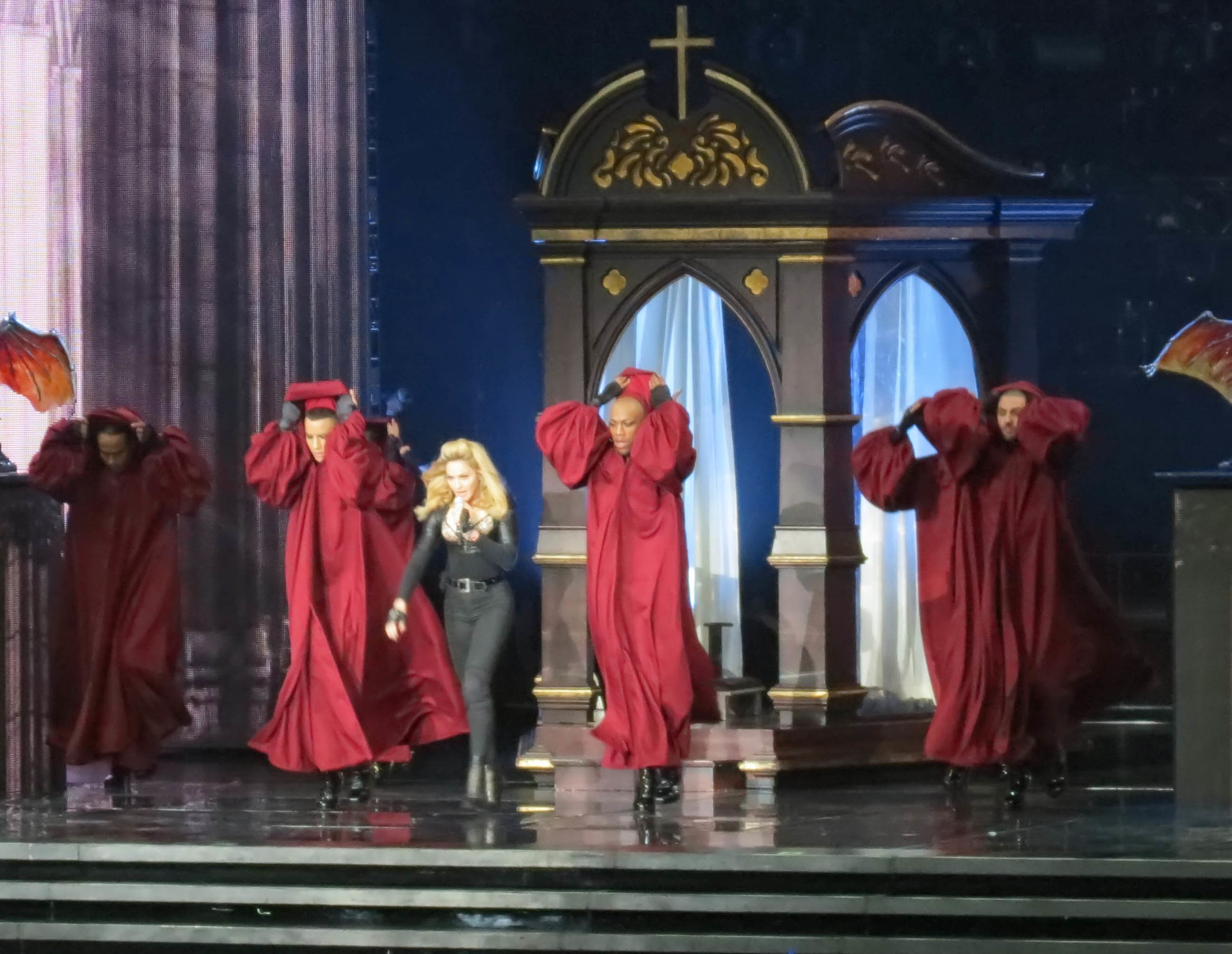
Madonna dando inicio a la gira The MDNA Tour (2012) con una actuación de «Girl Gone Wild»

Durante su entrevista con Ryan Seacrest, Madonna confirmó que el vídeo musical para «Girl Gone Wild» sería filmado en la semana del 17 de febrero de 2012. Los fotógrafos de moda Mert and Marcus fueron confirmados como directores del vídeo. Los fotógrafos ya habían trabajado previamente con la cantante en la sesión fotográfica perteneciente al álbum MDNA. Un video con la letra de la canción salió en VEVO el 27 de febrero de 2012 a las 9 a. m. PST y en la tarde EST. Un adelanto del vídeo fue pulicado en VEVO el 9 de marzo de 2012. El vídeo presenta a 5 de los mejores modelos masculinos del mundo, Simon Nessman, Sean O'Pry, Jon Kortajarena, Rob Evans y Brad Alphonso. O'Pry y Nessman están en el puesto número 1 y 2 en models.com, respectivamente.
Más tarde, el 20 de marzo el vídeo es estrenado oficialmente en la página oficial del canal televisivo E! News. Al día siguiente, el vídeo es subido a la cuenta oficial de Youtube de Madonna.
Al iniciarse el vídeo, se oye a Madonna rezando sus plegarias en una especie de acto de contrición: «Oh my God, I'm heartily sorry for having offended Thee, and I detest all my sins, because I dread the loss of heaven and the pains of hell, but most of all because I love Thee, and I want so badly to be good» lo que en español sería: «Oh Dios mío, estoy profundamente arrepentida por haberte ofendido, y detesto todos mis pecados, porque temo la pérdida del Cielo y los dolores del infierno, pero más que todo porque te amo, y deseo fervientemente ser buena». 
Luego empieza la canción como tal, donde se pueden apreciar a los modelos antes mencionados y a la banda ucraniana Kazaky danzando con Madonna en los coros en tacones y realizando escenas de homoerotismo. Al final se observa el rostro de Madonna con el rimmel o delineador de ojos escurrido.

## Formatos
| Descarga digital |                  |          |  |
| N.º              | Título           | Duración |  |
| 1.               | «Girl Gone Wild» | 3:48     |  |

| Maxisencillo (Remixes) |                                                |          |  |
| N.º                    | Título                                         | Duración |  |
| 1.                     | «Girl Gone Wild» (Avicii's UMF Mix)            | 5:36     |  |
| 2.                     | «Girl Gone Wild» (Dave Audé Club Mix)          | 8:07     |  |
| 3.                     | «Girl Gone Wild» (Dave Audé Dub)               | 6:54     |  |
| 4.                     | «Girl Gone Wild» (Dave Audé Mixshow)           | 5:55     |  |
| 5.                     | «Girl Gone Wild» (Offer Nissim Club Mix)       | 6:51     |  |
| 6.                     | «Girl Gone Wild» (Dada Life Remix)             | 5:15     |  |
| 7.                     | «Girl Gone Wild» (Justin Cognito Radio Edit)   | 3:38     |  |
| 8.                     | «Girl Gone Wild» (Justin Cognito Extended Mix) | 4:48     |  |
| 9.                     | «Girl Gone Wild» (Lucky Date Extended)         | 5:06     |  |
| 10.                    | «Girl Gone Wild» (Kim Fai Club Mix)            | 6:35     |  |
| 11.                    | «Girl Gone Wild» (Rebirth Remix)               | 6:50     |  |

## Posicionamiento en listas
| País              | Lista                           | Mejor posición |
| ----------------- | ------------------------------- | -------------- |
| Australia         | Australian Singles Chart        | 93             |
| Austria           | Ö3 Austria Top 40               | 62             |
| Bélgica (Flandes) | Belgian Ultratop 50             | 21             |
| Bélgica (Valonia) | Belgian Ultratop 40             | 12             |
| Brasil            | Billboard Hot Pop Songs         | 9              |
| Canadá            | Canadian Hot 100                | 42             |
| República Checa   | Czech Republic Singles Chart    | 85             |
| China             | Chinese Singles Chart           | 1              |
| Corea del Sur     | South Corean Singles Chart      | 3              |
| Croacia           | Airplay Radio Chart             | 1              |
| Eslovaquia        | Eslovaquia Single Chart         | 10             |
| España            | Spanish Singles Chart           | 7              |
| Estados Unidos    | Billboard Pop Songs             | 38             |
| Estados Unidos    | Billboard Dance/Club Play Songs | 1              |
| Finlandia         | Finnish Singles Chart           | 6              |
| Francia           | French Singles Chart            | 13             |
| Hungría           | Hungarian Singles Chart         | 3              |
| Grecia            | Greece Singles Chart            | 5              |
| Israel            | Israeli Airplay Chart           | 8              |
| Italia            | Italian Singles Chart           | 2              |
| Japón             | Japan Hot 100                   | 1              |
| Países Bajos      | Dutch Single Top 100            | 66             |
| Polonia           | Poland Singles Chart            | 1              |
| Reino Unido       | UK Singles Chart                | 73             |
| Rusia             | Russian Singles Chart           | 5              |
| Sudáfrica         | South African Singles Chart     | 3              |
| Suecia            | Swedish Singles Chart           | 40             |
| Suiza             | Swiss Singles Chart             | 29             |

### Anuales
| País (Lista)                      | Posición |
| --------------------------------- | -------- |
| Estados Unidos (Dance Club Songs) | 44       |